# Johann Georg von Hallwyl

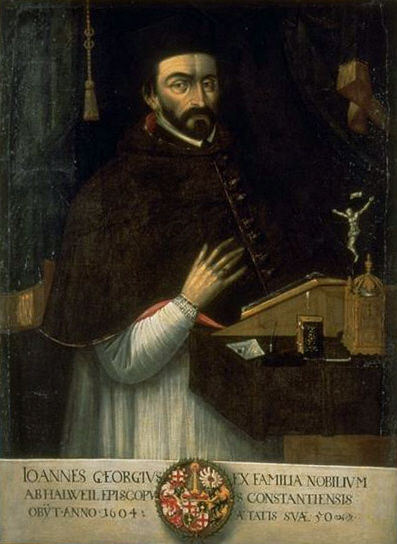
Bildnis des Bischofs Johann Georg von Hallwyl (Landesmuseum Zürich)

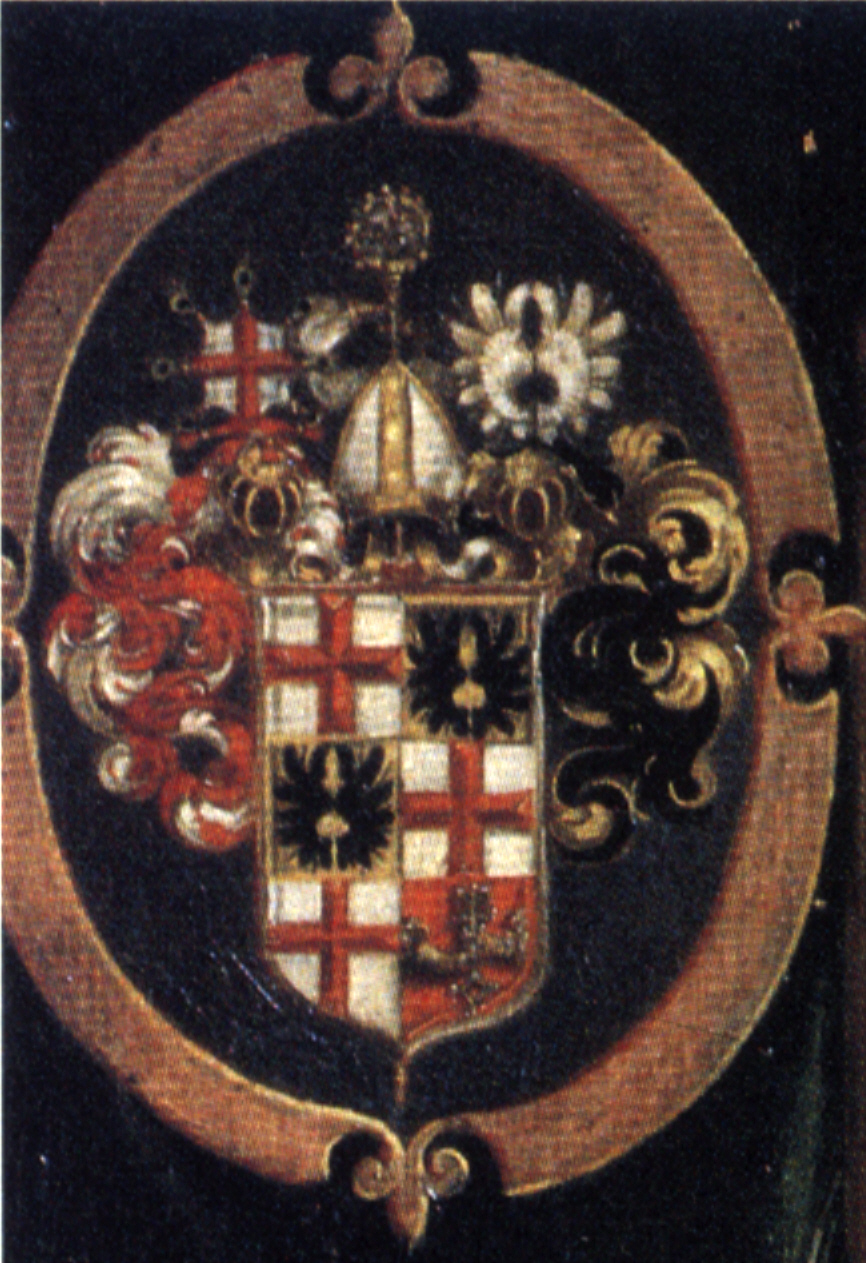
Wappen des Bischofs Johann Georg von Hallwyl

Johann Georg von Hallwyl, auch Hallwil, (* 1555 in Bernhausen; † 11. Januar 1604 in Meersburg) war Fürstbischof von Konstanz von 1601 bis 1604.

## Leben
Johann Georg, Sohn des bischöflichen Vogts von Güttingen Dietrich von Hallwyl und Eva von Bernhausen, studierte ab 1571 an der jesuitischen Universität Dillingen. Mit Unterstützung seines Vaters bekam Johann Georg 1579 eine Pfründe am Domstift in Basel. Am 14. Juni 1581 wurde er zum Diakon geweiht; am 14. August 1583 empfing er die Priesterweihe. Am 27. Juni 1588 wurde er zum Mitglied des Domkapitels am Konstanzer Münster gewählt und zum Domdekan bestellt; im selben Jahr wurde er Domkantor in Basel.
Am 2. Januar 1601 wurde Johann Georg von Hallwyl zum Bischof von Konstanz gewählt. Ab 1. Juni 1601 war er residierender Kanoniker.
Mit den Landesherren führte er Verhandlungen über die Abgrenzung ihrer Rechte zu denen der Konstanzer Bischöfe. Zudem ließ er das Messbuch Missale Constantiense neu auflegen. Er ermöglichte dem Jesuitenorden eine Ansiedlung in Konstanz, die bereits sein Amtsvorgänger Andreas von Österreich gefördert hatte, und unterstützte die Gründung eines Kollegs in Rottweil. Johann Georg war bekannt für seinen mönchischen Lebensstil; als Todesursache wurde „übermässig lang anhaltendes Fasten“ angegeben.
Seine kurze Amtszeit wurde für die Mönche der Reichenau als „segensreich“ bezeichnet. Einen Vertrag mit der Stadt Luzern konnte erst sein Nachfolger Jakob Fugger 1605 zum Abschluss bringen.
Johann Georg von Hallwyl starb in der bischöflichen Residenz Meersburg und wurde im Chorraum der katholischen Pfarrkirche von Meersburg beigesetzt. Die Folge-Pfarrkirche wurde 1827 bis 1829 erbaut und die sterblichen Überreste von Johann Georg von Hallwyl sowie Christoph Metzler und Franz Konrad von Rodt wie Maximilian Christoph von Rodt und Hugo von Hohenlandenberg in das Gruftgewölbe in der Nähe des Eingangs umgebettet.